# Les 12 personnalités culturelles de l'année
Les 12 personnalités culturelles de l'année (12 PCA) est une cérémonie annuelle de récompenses des personnalités culturelles qui se distinguent au cours de l'année précédente au Burkina Faso. Le promoteur est le journaliste culturel Hervé David Honla.

## Histoire
Initiée par Hervé David Honla, la première cérémonie des 12 personnalités culturelles de l'année voit le jour en 2012. Et, elle se tient chaque année le dernier vendredi du mois de janvier. Cette cérémonie connait une évolution au fil des années, tant en termes de notoriété, d'organisation que de participation. Organisée par un comité, présidé par le promoteur Hervé Honla, cette initiative a pour objectif de mettre en lumière les talents émergents et de récompenser les professionnels confirmés de divers domaines culturels.
C'est une manifestation qui rassemble des personnes issues des disciplines artistiques pour faire le bilan de l'année écoulée et mettre en lumière ceux qui ont fait la différence. Les 12PCA, ne sélectionnent pas les meilleurs artistes, mais plutôt ceux qui ont eu un impact significatif dans leur domaine culturel.

## Déroulement
La cérémonie des 12 PCA comprend de nombreux temps forts, notamment des prestations artistiques, des défilés de mode, la remise de trophées ainsi qu'un cocktail. Chaque édition, 12 trophées sont décernés dans diverses catégories telles que l'artiste musicien de l'année, spectacle de l'année, instrumentiste de l'année, évènement culturel de l'année et bien d'autres,. En outre, des prix spéciaux sont décernés pour l'innovation et l'excellence dans divers secteurs culturels. Le processus de sélection se fait sans jury, le comité d'organisation et des personnes ressources déterminent les artistes les plus méritants.

## Catégories de prix
- Le spectacle de l’année
- L’influenceur de l’année
- Le journaliste culturel de l’année
- Le manager de musique de l’année
- L’évènement culturel de l’année
- L’artiste musicien de l’année
- Le maître de cérémonie de l’année
- Le danseur de l’année
- Le producteur de musique de l’année
- L’acteur / comédien de l’année
- L’instrumentiste de l’année
- Le disk jockey de l’année

## Lauréats

### Édition 2024: 12e édition
- L’artiste musicien de l’année 2023: Amzy[5]
- Le spectacle de l’année: Concert de l'unité
- L’influenceur de l’année: Mamadou Yougos Kone
- Le journaliste culturel de l’année: Aïda N'dounmou, Oxygène Mag
- Le manager de musique de l’année: Le zulu, manager de DJ Domi
- L’évènement culturel de l’année: Les REMA
- MC de l’année: Rita Zio[6]
- Le.la danseur.euse de l’année: Djamila de Londres
- Le producteur de musique de l’année: Destiny Prod
- L’acteur / comédien de l’année: Moussa Baguian
- L’instrumentiste de l’année: Maxime Nikiema dit Max solo
- Le disk jockey de l’année: DJ décodeur

#### Prix spéciaux
- Prix du meilleur tube de l'année : Aicha trembler
- PCA revelation de l'année : L'Elue 111
- PCA d'espoir : Queenzy[7]
- PCA progrès : Blem
- PCA coup de cœur : Denise Coulibaly
- Prix Telecel du public : Dj domi Léosgo

### Édition 2023: 11e édition
- Artiste musicien de l'année 2022: Tanya
- Maître de cérémonie: Serge Poda[8]
- Spectacle de l'année: Ella Nikiema
- Manager de l'année: Somsaya Mopao (Tanya)
- Photographe de l’année: SAM Empire
- Influenceur de l'année: Mamadou Yougos Kone
- L'artiste du Public: Reman
- Web humoriste de l’année: Tallco Manadja
- Journaliste culturel de l’année: Boukary Ouedraogo, Infos Culture Du Faso
- Artiste musicien (e) de l'intégration: Bibich Sérénité
- Arrangeur de l'année: Petit Jeano
- Danseur (se) chorégraphe de l'année: Medi_h_odg
- Film fiction de l'année: Les 3 lascars ( Boubacar Diallo)
- PCA Révélation de l'Année: Queris B
- PCA Musique Espoir: Elty[9].

### Édition 2021: 9e édition
- Kayawoto : Catégorie artiste musicien de l’année 2020
- Smarty : Concert de l’année
- Freddy Lino : Catégorie maître de cérémonies[10]
- Adjaratou Ouédraogo : Catégorie peinture
- Dieudonné Yoda : Comédien de cinéma
- Philomaine Nanema : Catégorie humour
- Kandy Guira : Artiste musicien de la diaspora
- Shado Stone : Catégorie arrangeur
- Opipi : Catégorie manager
- Roch Parfait Sebgo : Catégorie mannequin
- San Remy Traoré : Catégorie producteur de musique
- Abdoul Karim Sana, dit Doulse beat : Catégorie infographie

### Édition 2019: 7e édition
- Artiste de l’année 2018: Floby[11]
- Metteur en scène de l’année: Ildevert Meda (spectacle “Incivisme”)
- Photographe de l’année: Nachire Ussen Sawadogo
- Journaliste culturel de l’année: Mouss Didier
- Spectacle de l’année: DonSharp De Batoro
- Révélation médiatique de l’année: Razben
- Ingénieur son de l’année: Eliézer Oubda
- Mannequin de l’année: Rihanata Zongo
- Styliste de l’année: Georges Dua
- Film long métrage de l’année: Salam Zampaligré (La république des corrompus)
- Choriste de l’année: Charlotte Tiendrébeogo
- Présentateur maître de cérémonie de l’année: Don King

#### Prix spéciaux
- Animation musique burkinabè: maquis la maison blanche
- Buzz: Rama la slameuse
- Community manager de la diaspora: Mathurin Soubeiga
- Conseillère en beauté: Rose beauty
- Spectacle de la diaspora: La nuit du Faso dan fani
- Mérite: BBDA

- Femme de l’année: Habibou Sawadogo
- Humanitaire de l’année 1: Freeman Tapily (Festival Un Vent De Liberté)
- Humanitaire de l’année 2: Samira Sawadogo (Évènement Don De Soi)
- Mécénat de l’année: Hamed Diallo
- Tourneur de l’année: Dicko Fils

### Édition 2017: 5e édition
- Scénariste de l’année 2016: Noraogo Sawadogo[12]
- Chorégraphe de l’année: Florent Nikiema
- Arrangeur musical de l’année: Kevin Son
- Metteur en scène de l’année: Paul Zoungrana
- Instrumentiste de l’année: Sylvain Dano Paré
- Spectacle de l’année: Biz’art production avec le concert d’Alpha Blondy
- Mannequin de l’année: Aida Ido
- Site touristique de l’année: Les ruines de Loropéni
- Animateur de l’année: Daouda Sané de Wat FM
- Plasticien de l’année: Inoussa Dao
- Journaliste de l’année: Alceny Barry, L’Observateur Paalga
- Artiste de l’année: Imilo LeChanceux

### Édition 2016: 4e édition
- Spectacle de l'année 2015: Prevolution de Smockey
- Manager de l'année: (Zopito)
- Pièce théâtrale de l'année: M'apelle Mohamed Ali
- Comédien /Acteur de l'année: Augusta Palenfo
- Réalisateur de l'année: Adama Rouamba avec son film le "Neveu de l'homme fort"
- Artiste musicien de l'année: Dicko Fils
- L'équipementier de l'année: Burkindi
- Clip de l'année: Imilo Le chanceux
- Journaliste culturel de l'année: Revelyne Somé, Burkina 24
- Studio de production de l'année: Graphic Architec
- Site/Blog culturel de l'année: Burkina 24
- Révélation musicale de l'année: David le Combattant

#### PCA d'honneur
- Manzoni
- Génération 2000
- Victor Démé
- ZekStyl
- Vacances Loisirs

## Éditions Notables
2016: Initialement prévue pour le 15 janvier 2016, le comité d'organisation est contraint d'interrompre la quatrième édition de l'événement à la dernière minute en raison des attaques terroristes qui secoue la capitale. Malgré ce contretemps, les organisateurs prennent la décision de reprogrammer. Le 13 février 2016, la quatrième édition se tient finalement dans la salle des banquets de Ouaga 2000,.
2020: Le comité d'organisation introduit un prix du public à titre d'innovation. De plus, ils expriment leur solidarité avec les orphelins des 31 femmes tuées à Abinda en organisant une collecte de fonds en leur faveur. Enfin, l'événement de cette année vise à promouvoir les échanges intergénérationnels, d'où le choix du thème "transition",.
2022: L'édition commémore le dixième anniversaire de l'événement, célébrée lors d'une cérémonie spéciale à Ouagadougou baptisée la décennale. En raison du couvre-feu et de la crise politique qui conduit à la chute du président Roch Marc Christian Kabore, l'événement est reporté d'une semaine au 4 février 2022,. En plus des trophées traditionnels, des prestations artistiques et des défilés de mode, cette édition est aussi une collecte de fonds en faveur des personnes déplacées internes.
2023: Sous le signe de "pardon et intégration, la 11e édition est tenue le 27 janvier 2023 dans la salle de ciné "canal olympia" de Ouaga 2ooo. Un accent particulier est mis sur l'intégration, avec l'introduction de la catégorie “artiste musicien de l'intégration”. La cérémonie se déroule sous la présidence du ministre de la communication, de la culture, des arts et du tourisme et sous le haut patronage de sa Majesté le Mogho Naaba Baongo. Aussi, 8 trophées d'honneur sont remis.
2024: Cette édition comporte un certain nombre d'innovations, notamment l'introduction de prix spéciaux, de prix d'honneur et du prix coup de cœur. Placée sous le signe de la reconquête, l'édition vise à mettre en valeur l'excellence et le dynamisme de la scène culturelle burkinabè. Traditionnellement organisée le dernier vendredi de janvier, la cérémonie est exceptionnellement déplacée au 5 janvier 2024 en raison de la "Coupe d'Afrique des Nations en Côte d'Ivoire". Cela permet aux participants de suivre les matchs de la CAN, qui débutent le 13 janvier ,. Un prix spécial Djata Ilebou est également décerné en mémoire de l'artiste décédée accidentellement en 2010.

## Controverses
Dans une tribune, le journaliste et analyste culturel "Marius Diessongo" remet en question la transparence et la crédibilité de l'événement. Il s'inquiète du manque de clarté des critères de sélection et du processus de désignation des lauréats. En particulier, dans certaines catégories, telles que le photographe de l'année, la personnalité influente de l'année ou la révélation de l'année. Diessongo soulève des questions sur la pertinence des critères de sélection pour ces prix, mettant en évidence des préoccupations quant à l'équité et à l'impartialité de l'événement.
Une autre critique provenant d'un article du site d'informations culturelles "Kulture Kibare" pointe également du doigt le manque de clarté et d'objectivité des critères de sélection et le manque de professionnalisme dans l'organisation des 12PCA. Aussi, l'auteur souligne le discrédit croissant du promoteur des 12 PCA, Hervé Honla, en raison de ses positions controversées et de ses éventuels conflits d'intérêts.